# میاموتو موساشی
میاموتو موساشی (به ژاپنی: 宮本 武蔵 Miyamoto Musashi) (زادهٔ ۱۵۸۴ – مرگ ۱۶۴۵ میلادی) شمشیرزن، استراتژیست، هنرمند و نویسنده ژاپنی بود که با داستان‌هایی از شمشیرزنی منحصربه‌فرد و سابقه شکست‌ناپذیری‌اش در ۶۲ دوئل خود به شهرت رسید. موساشی به عنوان «کنسی (عنوان افتخاری)» (قدیس شمشیر) ژاپن در نظر گرفته می‌شود. او بنیان‌گذار سبک شمشیرزنی نیتن ایچی-ریو بود. اعتقاد بر این است که موساشی دوست یکی از ژنرال‌های شوگون‌سالاری توکوگاوا به نام میزونو کاتسوناری بوده و با او در نبرد سکیگاهارا، محاصره اوساکا و شورش شیمابارا به عنوان بخشی از ارتش توکوگاوا جنگیده است.
قصد اولیه موساشی فقط تبدیل شدن به یک شمشیرزن قوی بود، اما به تدریج متوجه شد که اصول استراتژیک و فلسفه عملی که او به آن دست پیدا کرده در مراحل مختلف زندگی بشر قابل استفاده است. او دائماً بینش خود را در یک سری نبردهای شمشیرزنی یا زندگی واقعی خود آزمایش می‌کرد و اعتبار نظریه‌های خود را با برنده شدن ثابت می‌کرد. در سال‌های پایانی زندگی، کتاب پنج حلقه، دوکودو (طریقت تنهایی) را نوشت. هر دو کتاب هفت روز قبل از مرگ موساشی به ترائو ماگونوجو، مهم‌ترین شاگردان موساشی داده شد. کتاب پنج حلقه اساساً به چگونگی سبک نیتن ایچی-ریو او، یعنی هنر رزمی عملی خودش و اهمیت کلی آن به معنای عینی می‌پردازد. از سوی دیگر، طریقت تنهایی در چند جمله کوتاه به اندیشه‌های نهفته در پس آن و همچنین فلسفه زندگی او می‌پردازد. او در کتاب کتاب پنج حلقه تأکید می‌کند که جنگجویان باید کاملاً کامل باشند و از حرفه‌های دیگر و همچنین جنگ آگاهی داشته باشند. او عقیده داشت که می‌توان از تخصص به دست آمده از یک حرفه، برای موفقیت در کار در زمینه‌های دیگر استفاده کرد. موساشی به خصوص در زندگی بعدی خود جنبه هنری تر بوشیدو (راه و رسم سامورایی) را نیز توسعه داد. موساشی نقاشی‌های مختلف با قلم مو ساخت، در خوشنویسی سرآمد بود و از چوب و فلز مجسمه‌سازی کرد. موساشی یک افسانه و یکی از محبوب‌ترین چهره‌ها در تاریخ فرهنگی ژاپن است. در نسل‌های بعد، آثار مختلف تصویری از جمله نمایشنامه، رمان، مانگا، فیلم و انیمه شد.
مرکز آموزشی میاموتو موساشی بودوکان، واقع در اوهارا، اوکایاما (میماساکا، اوکایاما)، استان اوکایاما، ژاپن برای گرامیداشت نام و افسانه او ساخته شده است.

## منبع‌شناسی

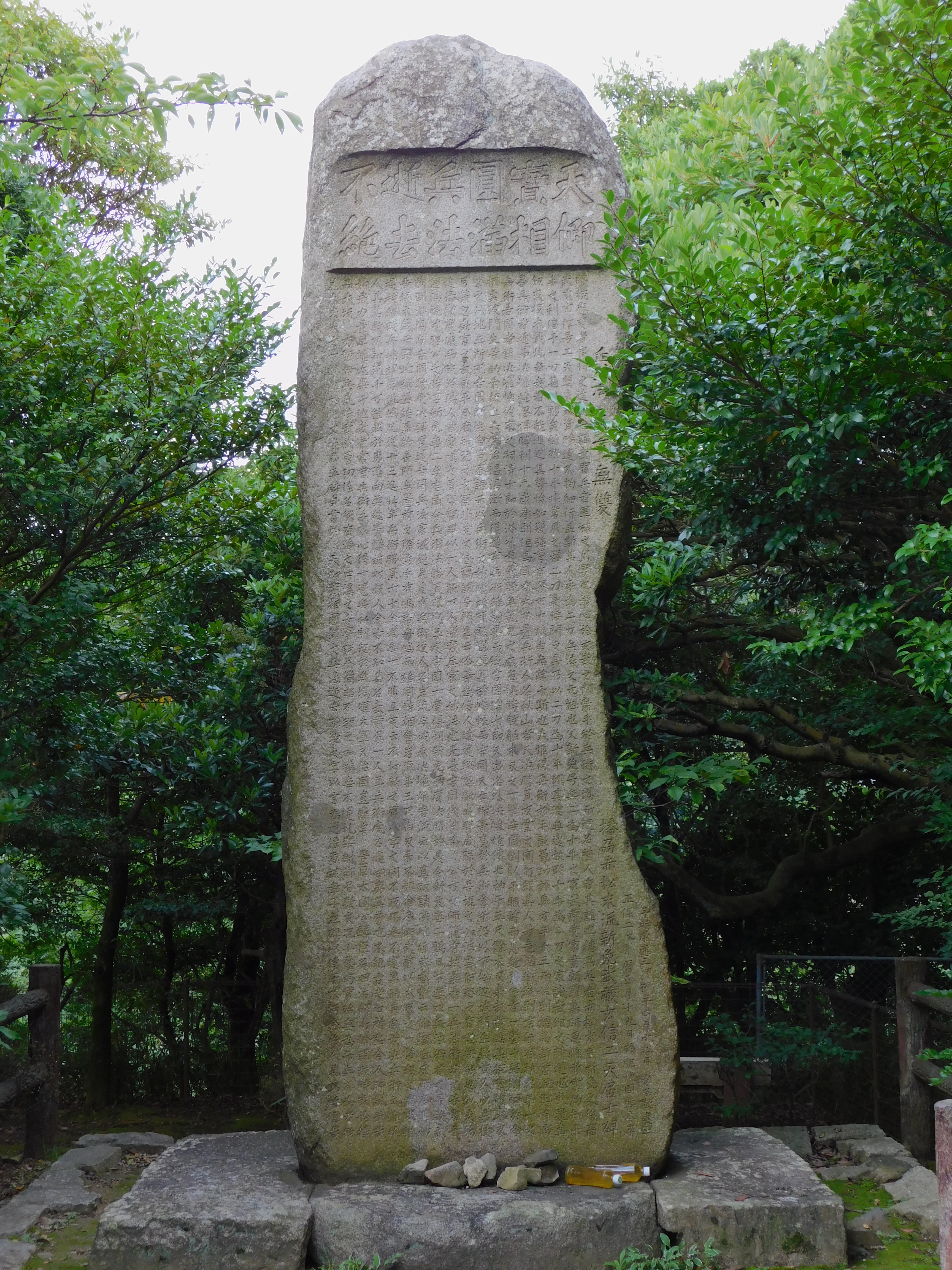
سنگ‌نبشته کوکورا در استان فوکوئوکا

بررسی جزئیات زندگی اولیه میاموتو موساشی دشوار است. کارهای موساشی به عنوان یک شمشیرزن بزرگ فقط در مطالب تاریخی ثانویه مانند نیتنکی نوشته شده است. از نظر تئوری پژوهش تاریخی، استفاده از مطالب اولیه تاریخی (مانند اسناد کهن و یادداشت‌های روزانه منتشر شده در همان دوره) اساسی است، مطالب تاریخی در مورد موساشی کم است. دلیل آن اینست که به‌طور کلی، برای اینکه مقدار زیادی از مواد تاریخی در وهله اول باقی بماند، بقای خانواده ضروری است. موساشی ازدواج نکرد و نسلی از خود به جای نگذاشت. با توجه به چنین شرایطی، سوء تفاهم‌های زیادی در مورد موساشی وجود دارد. خاندان ماتسویی ملازم اصلی خاندان هوسوکاوا بودند. اسناد خاندان ماتسویی مجموعه ای ارزشمند از مطالب تاریخی برای درک میاموتو موساشی است.
یک سند تاریخی با کیفیت بالا که موجب درک چهره واقعی موساشی می‌شود، سنگ‌نبشته کوکورا است که در قله کوه تاموکه (شهر کیتاکیوشو، استان فوکوئوکا) واقع شده است. این بنای تاریخی توسط میاموتو ایوری، پسر خوانده میاموتو موساشی، نه سال پس از مرگ پدر خوانده‌اش ساخته شده است و از بیش از ۱۱۰۰ نویسه چینی تشکیل شده است. در این سنگ‌نوشته به دوئل‌های میاموتو موساشی بارها اشاره شده است که مشخص‌ترین مبارزه او با ساساکی کوجیرو است. این سنگ نوشته اساس زندگی‌نامه‌های بعدی موساشی مانند بوشو دنرایکی و نیتنکی شد.
چهار زندگینامه اصلی موساشی که در دوره ادو نگاشته شده‌اند، عبارتند از:
1. یادداشت‌های تانجی هوکین
2. بوکودن
3. نیتنکی
4. زندگینامه هیوهو سنشی[۵]

## نام و اصل و نسب
موساشی نام و عنوان کامل خود را در کتاب پنج حلقه به صورت شینمِن موساشی-نو-کامی، فوجیوارا نو هارونوبو معرفی می‌کند. «موساشی نو کامی» یک عنوان درباری بود که او را فرماندار اسمی ولایت موساشی می‌کرد. فوجیوارا نیز دودمانی بود که موساشی ادعای‌تبار از آن داشت.
او با نام‌های شینمِن تاکِه‌زو، میاموتو بنوسوکه و نیتن دوراکو (نام بودایی‌اش) نیز شناخته می‌شود،
پدرش شینمن مونیسای یک رزمی‌کار ماهر و استاد شمشیر و سلاحی به نام جیته بود. پدرش، به نوبه خود پسر «هیراتا شوگن»، یکی از ملازمان خاندان شینمن، «ایگا نو کامی»، ارباب قلعه تاکایاما در ناحیه یوشینو در ولایت میماساکا بود. خاندان شینمن به «هیراتا شوگن» اعتماد داشتند و بنابراین اجازه استفاده از نام خانوادگی «شینمِن» را به او دادند.

## زندگی
دو نظریه دربارهٔ محل تولد موساشی وجود دارد. خود موساشی به سادگی در کتاب پنج حلقه می‌گوید که در ولایت هاریما امروزه ناحیه جنوب غربی استان هیوگو) به دنیا آمده است. (بیوگرافی اولیه موساشی) این ادعا را تأیید می‌کند که موساشی در سال ۱۵۸۴ میلادی متولد شده است– درگذشتهٔ ۱۳ ژوئن ۱۶۴۵ میلادی): «[او] در ولایت هاریما، در سال دوازدهم ۱۲ تنشو [۱۵۸۴]، به دنیا آمد.»
نظریه دیگر محل تولد او را در ولایت همسایه هاریما یعنی ولایت میماساکا امروزه ناحیه شمالی استان اوکایاما) ذکر می‌کند. مورخ ژاپنی کامیکو تاداشی، خاطرنشان می‌کند: «مونیسای پدر موساشی در روستای میاموتو، در ناحیه یوشینوی ولایت میماساکا زندگی می‌کرد. موساشی به احتمال زیاد در اینجا متولد شده است.»
گفته می‌شود که درماتیت موساشی در دوران کودکی او رشد کرد و این بر ظاهر او تأثیر نامطلوبی گذاشت. داستان دیگری ادعا می‌کند که او هرگز خود را غسل نداد زیرا نمی‌خواست بدون سلاح غافلگیر شود. اما این اطلاعات و بسیاری جزئیات دیگر احتمالاً تزیینات افسانه موساشی هستند تا حقایق واقعی زندگی او. هنگام بحث در مورد موساشی، جدا کردن واقعیت از داستان دشوار است.
به گزارش کتاب پنج حلقه، موساشی شهادت می‌دهد که اولین دوئلی که او در ۱۳ سالگی انجام داده در برابر شمشیربازی به نام آریما کیهی بوده که هنرهای رزمی کاشیما شینتو-ریو را که توسط تسوکاهارا بوکودن خلق شده بود اجرا می‌کرده است. موساشی در اولین دوئل خود پیروز شد. دوئل دوم زمانی اتفاق افتاد که موساشی ۱۶ ساله بود و در مقابل شمشیربازی به نام تاداشیما آکییاما، اهل ولایت تاجیما پیروزی دیگری به دست آورد. سومین دوئل او در سن ۲۱ سالگی در کیوتو برگزار شد، جایی که او چندین دانش‌آموز یک مدرسه معروف رزمی شمشیر را شکست داد.

### سفرهای ۱۵۹۹–۱۶۱۳
در سال ۱۵۹۹، موساشی ظاهراً در سن ۱۵ سالگی روستای خود را ترک کرد (طبق «توساکوشی»، «دفتر ثبت اسناد منطقه ساکوشو»)، اگرچه تانجی هوکین هیکی می‌گوید که او در سال ۱۵۹۹، ۱۶ ساله بوده است. که از نظر زمانی با سن گزارش شده در اولین دوئل موساشی مطابقت دارد.

#### نبرد سکیگاهارا
گفته می‌شود در سال ۱۶۰۰، موساشی در نبرد سکیگاهارا شرکت کرده است. برای مدت طولانی، عقیده غالب این بود که موساشی در نبرد سکیگاهارا در سمت ارتش غربی شرکت کرد، زیرا خاندان شینمن از دیرباز ملازم خاندان اوکیتا که در نبرد سکیگاهارا در جبهه غربی جنگید، بود. با این حال، تحقیقات اخیر مورخان مدرن ژاپنی مانند ماساهیده فوکودا و واتانابه دایمون در مورد موساشی بر این باور است که موساشی و پدرش شینمن مونیسای در واقع در طول جنگ طرفدار ارتش شرقی (ارتش توکوگاوا) بودند، بر اساس سوابق تاریخی که مونیسای دیگر به خاندان اوکیتا خدمت نمی‌کرد بلکه نام شینمن مونیسای در میان ملازمان خاندان کورودا (متحد توکوگاوا ایه‌یاسو) که در نبرد سکیگاهارا شرکت داشتند، ثبت شده است. دایمون واتانابه، بر پایه سند خاندان ماتسویی، معتقد است که این تصور که موساشی در طرف بازنده یعنی ارتش غربی، هم در سکیگاهارا و هم در محاصره اوساکا ۱۴ سال بعد جنگیده است، تنها بر اساس رمانتیسم افسانه ای در مورد رونین بودن موساشی بوده است. در حالی که سوابق تاریخ اولیه نشان می‌دهد که موساشی همیشه در کنار توکوگاوا می‌جنگیده که در هر دو درگیری نیز پیروز میدان بود. موضوع اصلی مورد بحث، این بود که آیا موساشی در نبرد سکیگاهارا با نیروهای اصلی ارتش شرقی یا تحت کنترل توکوگاوا می‌جنگیده یا اینکه آیا او در ایشیگاکیبارو یکی از جبهه‌های استان غربی تحت رهبری فرمانده ارتش شرقی، کورودا یوشیتاکا می‌جنگیده است. دایمون واتانابه بیشتر به این عقیده گرایش دارد که بر اساس سابقه تاریخی انتقال هنر نظامی به استاد بوشو گنشین موساشی به جای محل جنگ اصلی سکیگاهارا در ایشیگاکیبارو جنگیده است. در همین حال، ماساهیده فوکودا توضیح می‌دهد که نام شینمن مونیسای در سوابق خاندان کورودا تحت رده «کوگوفودای» یا ملازم خاندان کورودا که قبل از سال ۱۵۸۶ وارد خدمت شده بودند، آمده است. بر اساس این واقعیت، فوکودا به این نتیجه می‌رسد که طبیعی است که مونیسای و موساشی در طول جنگ در طرف خاندان توکوگاوا بودند. درست به مانند خاندان کورودا که به توکوگاوا خدمت می‌کردند.
علاوه بر این، کنگو تومیناگا، رمان‌نویس تاریخ ژاپنی، نظریه‌ای را مطرح کرد که موساشی در طول لشکرکشی سکیگاهارا در نبرد اصلی سکیگاهارا نجنگید، بلکه تحت رهبری کورودا یوشیتاکا علیه وفاداران ایشیدا میتسوناری در ولایات غربی در نبرد ایشیگاکیبارا در استان اوئیتا جنگید.

#### دوئل با خاندان یوشیئوکا
مدرسه آموزش هنرهای رزمی یوشیئوکا پیشروترین مدرسه از هشت مدرسه اصلی هنرهای رزمی در کیوتو بود. خاندان یوشیئوکا در سال ۱۶۰۴، زمانی که موساشی شروع به دوئل کردن با آنها کرد، آنها همچنان برجسته و مربیان شوگون‌های شوگون‌سالاری آشیکاگا بودند. موساشی یوشیئوکا سیجورو، استاد مدرسه یوشیئوکا را به دوئل دعوت کرد. سیجورو پذیرفت و آنها با انجام یک دوئل در ۸ مارس ۱۶۰۴ موافقت کردند. نقل شده است که موساشی دیر رسید و سیجورو را به شدت عصی کرد. آنها با هم روبرو شدند و موساشی یک ضربه زد که به روی کتف چپ سیجورو اصابت کرد و او را ناک‌اوت کرد و بازوی چپش را فلج کرد. او ظاهراً رهبری مدرسه را به برادر خود، یوشیکا دنشیچیرو سپرد که فوراً موساشی را به چالش کشید تا انتقام بگیرد. موساشی دنشیچیرو را خلع سلاح کرد و او را شکست داد. این پیروزی دوم، رهبر خاندان یوشیئوکا را که اکنون یوشیئوکا ماتاشیچیرو یک نوجوان دوازده ساله بود، خشمگین کرد. آنها نیرویی از کمانداران و شمشیربازان را جمع‌آوری کردند و موساشی را به دوئل در خارج از کیوتو دعوت کردند. این بار موساشی ساعاتی زودتر به معبد آمد. موساشی از محل اختفای خود به نیروها کمین کرد، ماتاشیچیرو را کشت و به سرعت از حمله ده‌ها تن از هوادارانش فرار کرد. با مرگ ماتاشیچیرو، آن شاخه از مدرسه یوشیئوکا منحل شد.
در دسامبر ۱۶۰۸، گزارش شد که موساشی با میزونو کاتسوناری، ژنرال توکوگاوا ملاقات کرد. موساشی به کاتسوناری فنون مخفی سبک شمشیرزنی خود را آموزش داد.

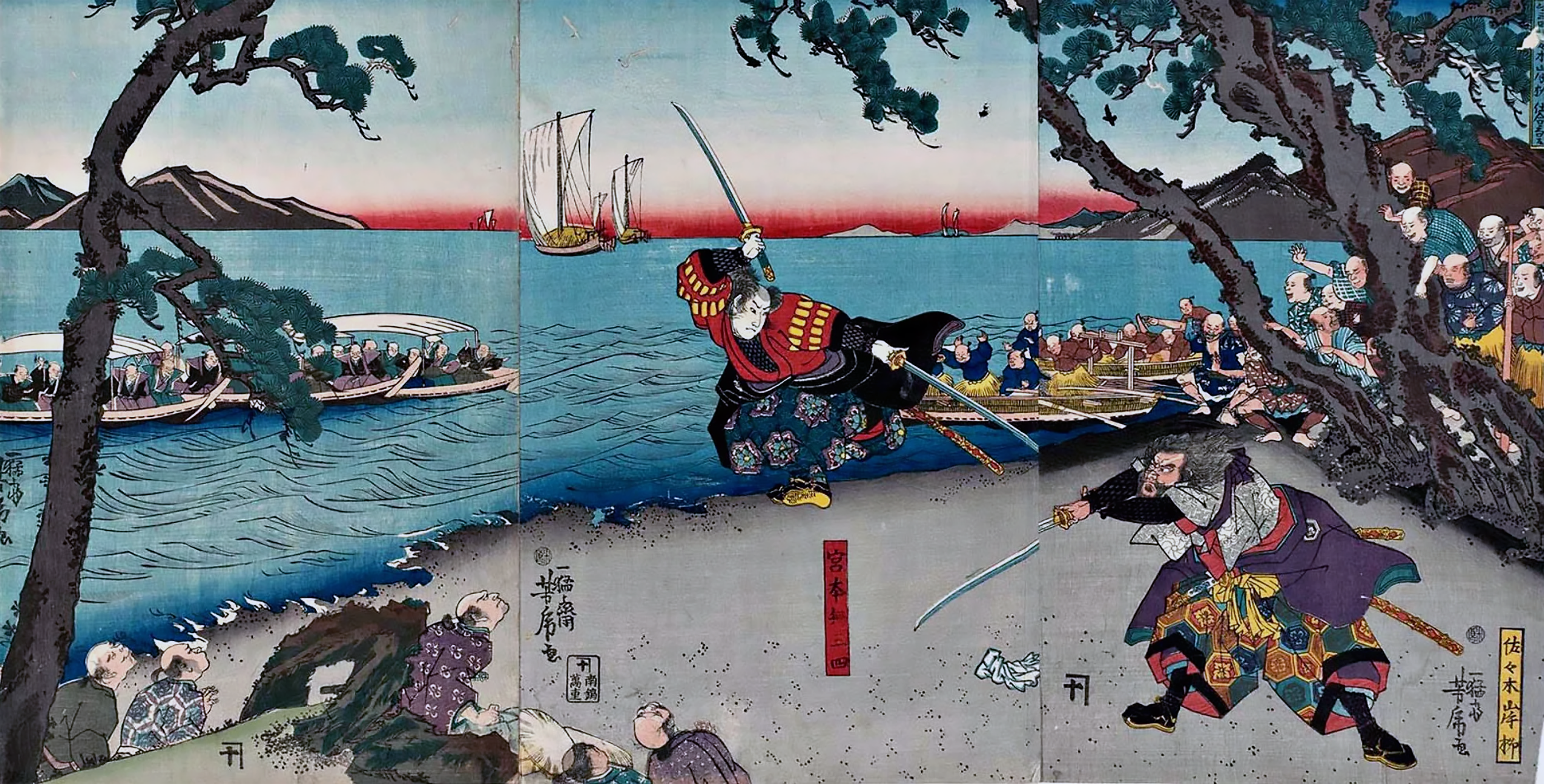
ساساکی کوجیرو، سمت راست، با میاموتو موساشی در سواحل جزیره گانریو-جیما درگیر می‌شود.

در سال ۱۶۱۱، موساشی ذاذن را در معبد میوشین کیوشو بعد از نبرد سکیگاهارا آموخت. موساشی به یکی از ملازمان ارباب هوسوکاوا تادائوکی به نام ناگائوکا سادو معرفی شد. گاهی در شرایط نامشخصی، موساشی توسط شمشیربازی به نام ساساکی کوجیرو به دوئل دعوت می‌شد. موساشی با چالش موافقت کرد و قرار شد یک سال بعد، در ۱۳ آوریل، در جزیره گانریو-جیما مبارزه کنند. زمانی که تاریخ فرا رسید، جزیره پر شد از تماشاگرانی که قصد تماشای دوئل را داشتند. کوجیرو به خاطر جنگیدن با نوداچی، شمشیری با تیغه بلند، معروف بود.
می‌گویند موساشی عمداً دیر رسید. در طول سفر خود به جزیره با قایق، او یک پارو حک کرده بود تا به جای بوک‌کن (یا شمشیر چوبی) در نبرد با کوجیرو از آن استفاده کند. کوجیرو که به دلیل انتظار صبر خود را از دست داده بود، به موساشی به خاطر دیر آمدنش طعنه زد، اما موساشی واکنشی نشان نداد و آرام ماند. دوئل زمانی به پایان رسید که موساشی به سرعت به کوجیرو ضربه زد و با یک ضربه عمودی به سمت سر، جمجمه او را با ضربه ای له کرد.

### خدمت تحت ارتش شوگون‌سالاری توکوگاوا
در سال ۱۶۱۴، در طول محاصره اوساکا، اعتقاد بر این بود که موساشی در ارتش توکوگاوا به فرماندهی دوست شخصی خود، میزونو کاتسوناری، شرکت کرد. بنا بر گزارش‌ها، موساشی پرچم کاتسوناری را حمل می‌کرد، و همچنین به عنوان محافظ میزونو کاتسوتوشی، پسر کاتسوناری عمل کرد. در دوران بعدی در زمان شورش شیمابارا گفته شد، که موساشی یک بار به یک فرمانده ارتش توکوگاوا گفته است که «تحت فرمان میزونو کاتسوناری در هنگام محاصره اوساکا خدمت کرده و سیستم نظامی را به خوبی می‌شناسد.» میاموتو میکینوسوکه، پسر خوانده موساشی، همچنین در طول این نبرد زیر نظر کاتسوناری خدمت کرد.
در سال ۱۶۳۳، موساشی شروع به اقامت با هوسوکاوا تاداتوشی، یک دایمیو از قلعه کوماموتو کرد، که برای آموزش و نقاشی به دامنه کوماموتو و کوکورا نقل مکان کرده بودند. در حالی در حالی که او در این دوره درگیر دوئل‌های بسیار کمی بود، یکی در سال ۱۶۳۴ با هماهنگی ارباب اوگاساوارا رخ داد که در آن موساشی یک متخصص نیزه به نام تاکادا ماتابی را شکست داد. موساشی رسماً در سال ۱۶۴۰ ملازم اربابان هوسوکاوا در کوماموتو شد. در نیتنکی آمده است: "[او] از ارباب هوسوکاوا تاداتوشی: ۱۷ ملازم، ۳۰۰ ککو کمک هزینه، رتبه و مقام «اوکومیگاشیرا» و همچنین قلعه چیبا در کوماموتو را به عنوان محل اقامت خود دریافت کرد.

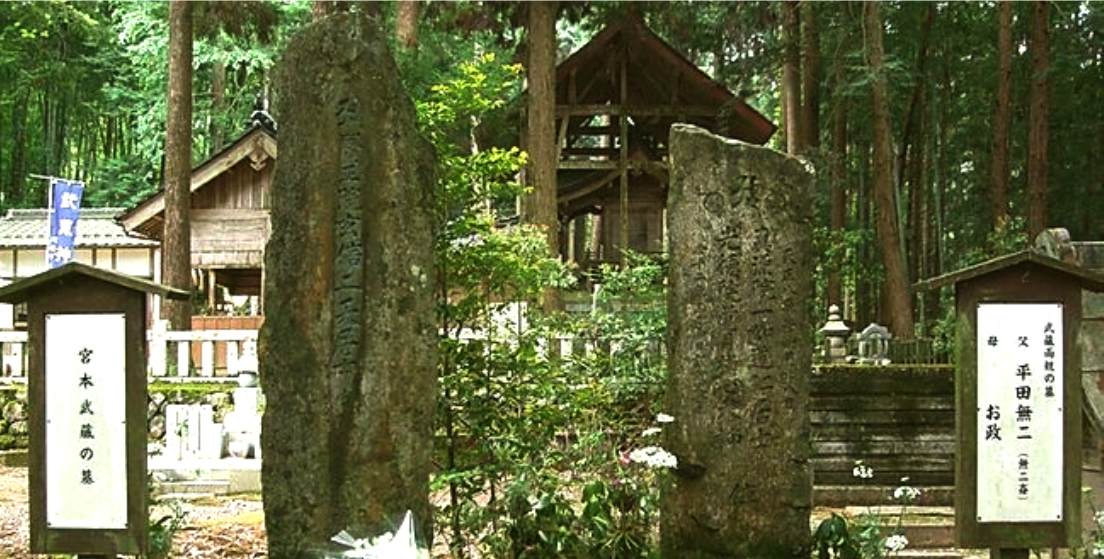
قبر موساشی در در اوهارا، اوکایاما، ولایت میماساکا

در سال ۱۶۳۸، موساشی ظاهراً در سرکوب شورش شیمابارا شرکت داشت. در مجله مونه کیو (کاتسوناری)-ساما که مجموعه‌ای از مطالبی است که کاتسوناری میزونو پس از بازنشستگی خود در سال ۱۶۳۹ گفته است، داستانی در مورد ارتش میزونو در جریان شورش شیمابارا وجود دارد که مردی به نام «میاموتو موساشی» وارد اردوگاه ژنرال اوگاساوارا ناگاتسوگو شد و موساشی گفت:
«آخرین بار (در محاصره اوساکا)، (میزونو کاتسوناری) خاندان ارباب هیوگا-نو-کامی این را داشتند، و من سیستم نظامی را به خوبی می‌شناختم.» موساشی در ادامه می‌گوید: «او یک ژنرال بزرگ است که هیچ‌کس نمی‌تواند با او برابری کند.»

### آخر زندگی
موساشی زمانی که ۵۷ سال داشت به جنوب ژاپن قلمروی کوماموتو (نام دیگر قلمروی هیگو) رفت. در اوت ۱۶۴۰ اقامت او در کوماموتو زمانی آغاز شد که هوسوکاوا تاداتوشی، ارباب قلمروی کوماموتو، ۳۰۰ ککو و «قلعه چیبا» که در مجاورت قلعه کوماموتو برای او ساخته بود را به او داد و به این ترتیب موساشی چند سال مهمان او شد. او در ۱۰ اکتبر ۱۶۴۳ در کوه ایواتو و غار ریگاندو در کوهستان خلوت کرد. او به عنوان یک گوشه‌نشین در غار اقامت کرد تا کتاب پنج حلقه را بنویسد. او این کتاب را در ماه دوم سال ۱۶۴۵ به پایان رساند.
او پس از مدتی اقامت در غار بیمار شد و بقیه عمر خود را در قلعه چیبا گذراند. او در ۱۹ مه ۱۶۴۵ در سن ۶۲ سالگی در خانه‌اش در کوماموتو درگذشت.
هفت روز قبل از مرگش، موساشی با احساس مرگ قریب‌الوقوع خود، کتاب پنج حلقه را به شکل پیش‌نویس به ترائو ماگونوجو (نزدیکترین شاگرد او) داد. محل دفن موساشی نیز ناشناخته است، و افسانه‌های مختلفی پیرامون محل دفن او در قلمروی کوماموتو نقل شده است، که تأیید حقایق واقعی پیرامون دفن او را غیرممکن می‌کند.

## زندگی شخصی
گفته می‌شد که موساشی راه جنگجو و استراتژی جنگی را تمرین می‌کرد که مستلزم تسلط بر بسیاری از اشکال هنری فراتر از شمشیر بود، مانند مراسم چای ژاپنی (سادو)، کار، نوشتن و نقاشی، که موساشی همه آنها را در سراسر زندگی خود دنبال کرد.
در نوشته‌های مربوط به زندگی موساشی به ندرت به رابطه او با زنان اشاره می‌شود، و اغلب زمانی که چنین اشاره‌ای می‌شود، چنین تصویری از موساشی به نمایش در می‌آید که او مرتباً تجربه و پیشرفت‌های جنسی را به نفع تمرکز بر پیشرفت شمشیرزنی‌اش کنار می‌گذارد.
در مقابل، بسیاری از افسانه‌ها موساشی را در تلاش با ایجاد روابط با زنان نشان می‌دهند، که برخی از آنها نیز این دیدگاه را منعکس می‌کنند که او در نهایت تصمیم گرفت از سرمایه‌گذاری‌های فیزیکی یا عاطفی چشم‌پوشی کند تا به بینش بیشتر در مورد کارش دست یابد.
این دیدگاه فرهنگی غالب در مورد موساشی تا حدودی با متون قدیمی مانند دوبو گوئن (چاپ ۱۷۲۰، 洞房語園 در مورد تاریخچه و شخصیت‌های منطقه سرخ یوشیوارا) که صمیمیت بارز او را با زنی به نام «کومویی» در دوران میانسالی‌اش نقل می‌کند، در تضاد است. بنا بر یک شایعه دیگر موساشی با یک تایو، به نام یوشینو دایو در ارتباط بوده است.

### نیتن ایچی-ریو

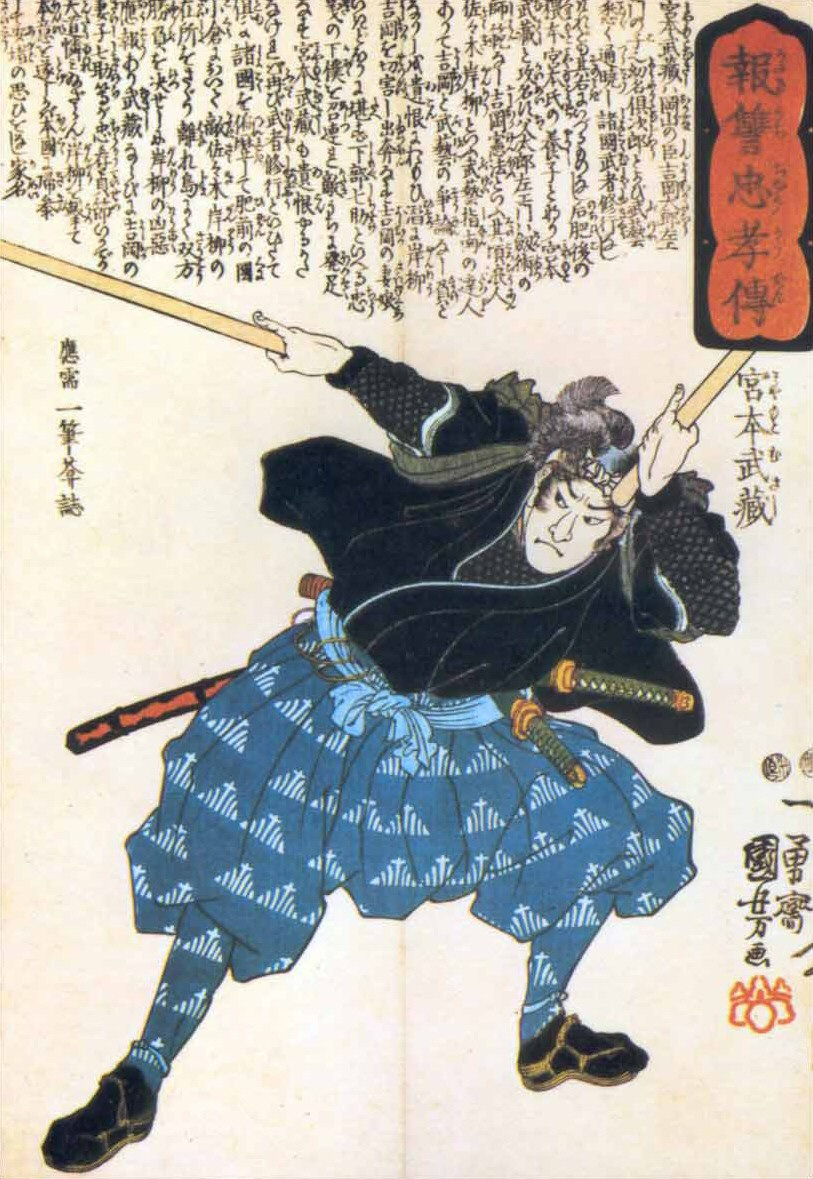
میاموتو موساشی در دوران اوج خود، با دو بوکّن (ربع چوبی).

موساشی یک تکنیک دو شمشیر کن‌جوتسو به نام «نیتن ایچی» (二天一، دو بهشت به عنوان یکی) یا «نیتو ایچی» (二刀一، «دو شمشیرها به عنوان یک») یا نیتن ایچی-ریو را ایجاد و اصلاح کرد. (در یک سوترا بودایی کنگن به دو بهشت به عنوان دو نگهبان گوتاما بودا اشاره شده است). در این تکنیک، شمشیرزنی هم از یک شمشیر بزرگ و هم از شمشیر همرا یعنی یک کاتانا با واکیزاشی به‌طور همزمان استفاده می‌کنند،
حرکات دو دستی طبل‌زنان معبد ممکن است الهام بخش او باشد، اگرچه ممکن است این تکنیک از طریق تجربه رزمی موساشی ساخته شده باشد. فنون جیته را از پدرش آموخته بود. جیته اغلب در جنگ با شمشیر استفاده می‌شود. در جیته در هنگامی که شمشیرزن یا تمرین‌کننده با دشمن دست و پنجه نرم می‌کرد، سلاح دشمن را از بین می‌برد یا خنثی می‌کرد. امروزه سبک شمشیرزنی موساشی به نام نیتن ایچی-ریو شناخته می‌شود.
موساشی در پرتاب سلاح نیز متخصص بود. او اغلب شمشیر کوتاه خود را پرتاب می‌کرد و کنجی توکیتسو معتقد است که روش‌های شوریکن برای واکیزاشی، تکنیک‌های مخفی نیتن ایچی-ریو بود. موساشی به عنوان «کنسی (عنوان افتخاری)» (قدیس شمشیر) ژاپن در نظر گرفته می‌شود.

### به عنوان یک هنرمند

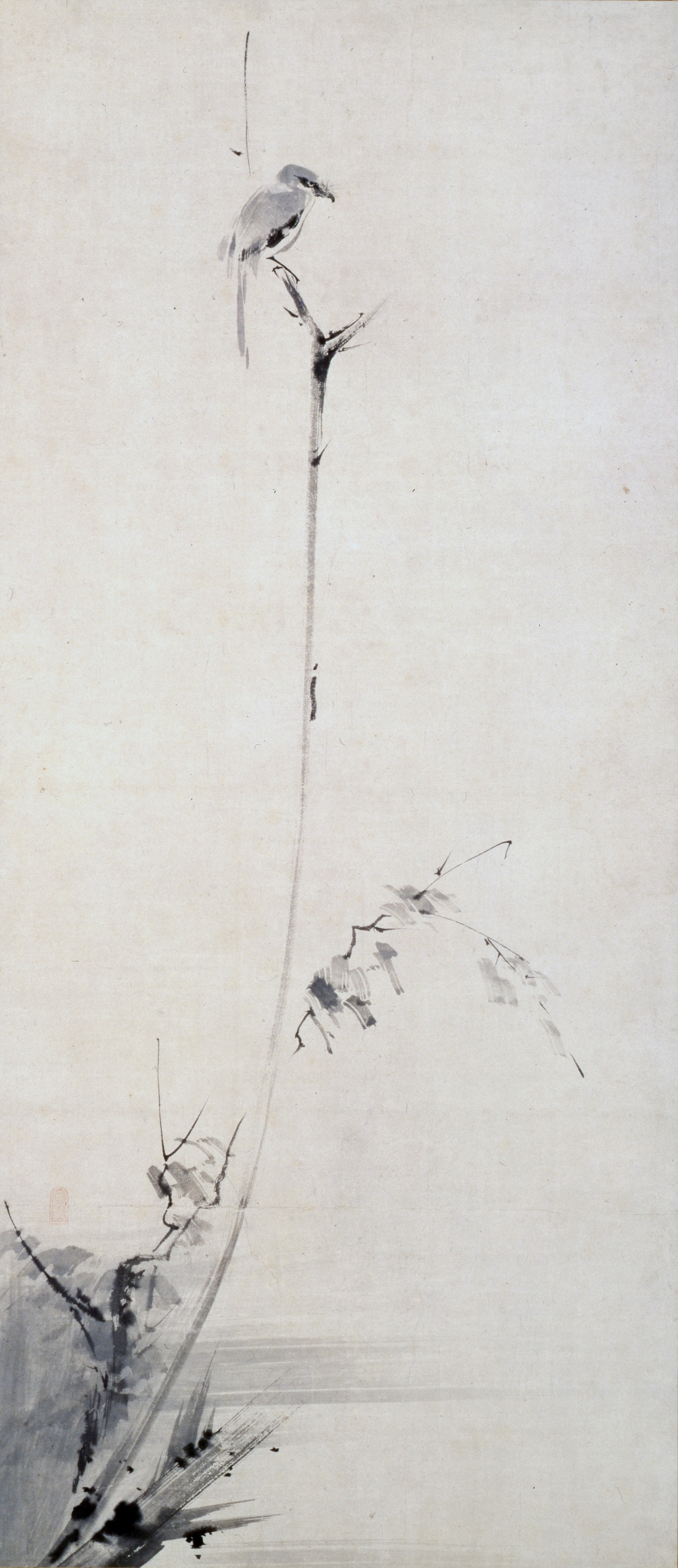
تابلوی نقاشی سنگ‌چشم و درخت خشک، اثر میاموتو موساشی

موساشی در نقاشی نیز مهارت داشت و گفته می‌شود که پنج سال قبل از مرگش را به پرداختن رنگا و خوشنویسی گذراند. او در سال‌های آخر عمرش در کتاب پنج حلقه می‌گوید: «وقتی اصل استراتژی را در هنرها و صنایع مختلف به کار می‌برم، دیگر نیازی به معلم در هیچ حوزه‌ای ندارم». او با خلق شاهکارهای شناخته شده خوشنویسی و سیاه‌قلم ادیبان کلاسیک این را ثابت کرد. ویژگی نقاشی‌های او استفاده ماهرانه از سیاه‌قلم ادیبان و صرفه‌جویی در به کار بردن قلم مو است. او به‌ویژه بر مکتب مناظر «جوهر شکسته» تسلط داشت و آن را در موضوع‌های دیگری مانند «کوبوکومیک‌کوزو» خود به‌کار برد. تابلوی نقاشی سنگ‌چشم و درخت خشک؛ بخشی از سه‌لتی است که دو عضو دیگر آن راه رفتنبودای و گنجشک روی بامبو بودند)، هوتی در حال تماشای جنگ خروس، و  روزانزو (غازهای وحشی در میان نی‌ها) از آثار او هستند. کتاب پنج حلقه از مشارکت در خوشنویسی و هنرهای دیگر به عنوان وسیله‌ای برای آموزش هنر جنگ حمایت می‌کند.

### دین
موساشی حتی از دوران کودکی مذهب خود را از شمشیرزنی جدا کرد. گزیده‌هایی مانند مورد زیر، از کتاب پنج حلقه، فلسفه‌ای را نشان می‌دهد که گمان می‌رود در طول زندگی او با او باقی مانده است:
راه‌های زیادی وجود دارد: کنفوسیوس، بودیسم، طریقت‌های لطیف، کاشت برنج یا رقص. این چیزها را نمی‌توان در راه جنگجو یافت.
با این حال، این باور که موساشی شینتو را دوست نداشت، نادرست است، زیرا او از شیوه شمشیرزنی شینتو-ریو و نه مذهب شینتو انتقاد می‌کند. در دوکودو، موضع موساشی در مورد دین بیشتر روشن شده است: «به بودا و خدایان بدون حساب کردن بر روی کمک آنها احترام بگذارید.»

## در فرهنگ ژاپنی و جهانی

### میاموتو موساشی بودوکان
در تاریخ ۴ مارس ۱۹۹۹ در گلیزه (فرانسه) بنای یادبود میاموتو موساشی افتتاح شد.

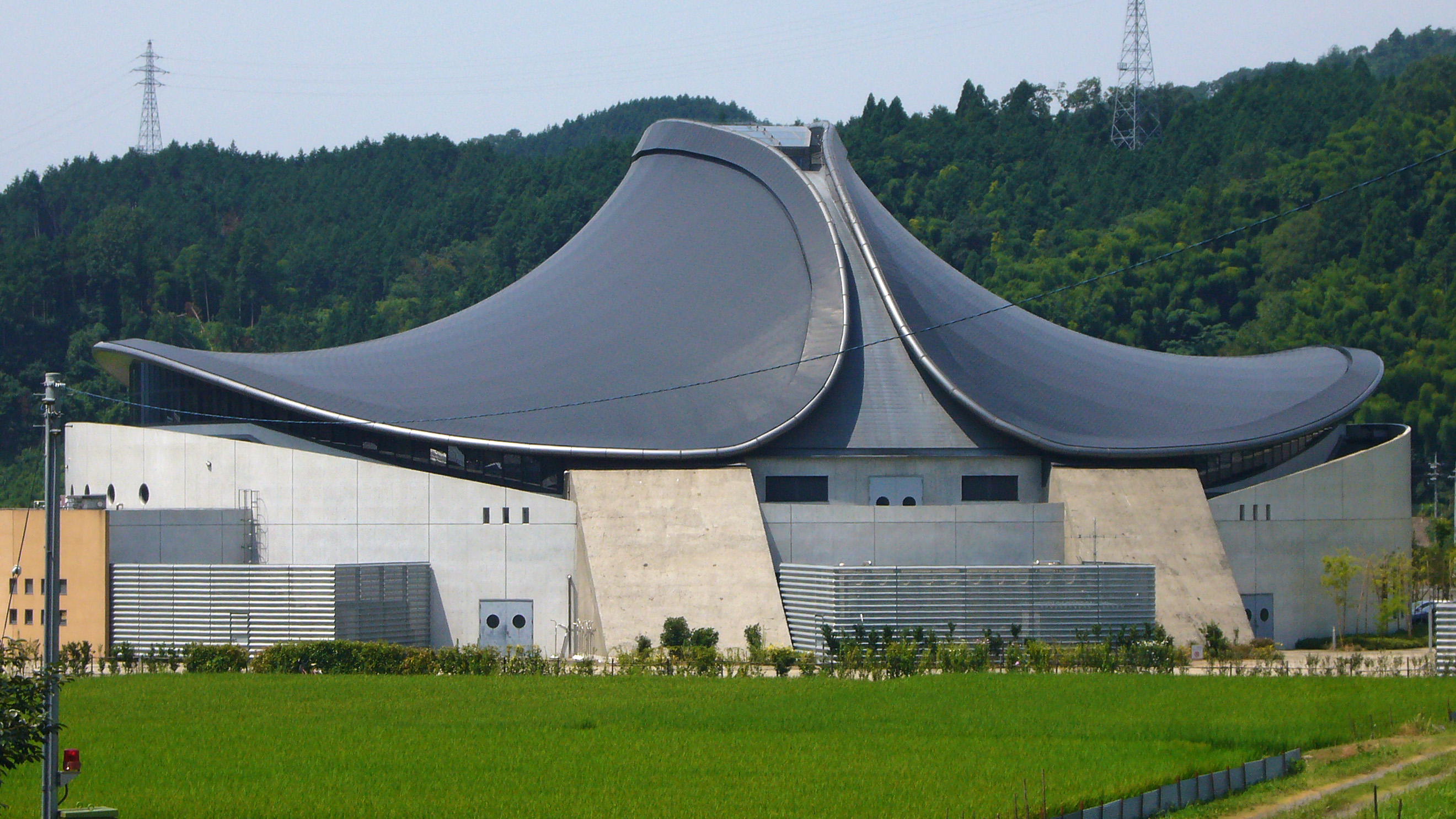
میاموتو موساشی بودوکان در اوهارا، اوکایاما (میماساکا، اوکایاما)، استان اوکایاما، ژاپن

در ۲۰ مه ۲۰۰۰، به ابتکار سنسی تاداشی چیهارا افتتاح شد. در اوهارا، اوکایاما در ولایت میماساکا زادگاه سامورایی ساخته شد. در داخل ساختمان، زندگی و سفر میاموتو موساشی در همه جا به یادگار مانده است. بودوکان که به هنرهای رزمی اختصاص دارد، منبع تمام مدارس رسمی ژاپنی سابر و کن‌دو است. عملاً، از نظر تاریخی و فرهنگی، محل اتصال رشته‌های رزمی در قلب ژاپن سنتی است که به موساشی اختصاص یافته است.

### بناهای تاریخی

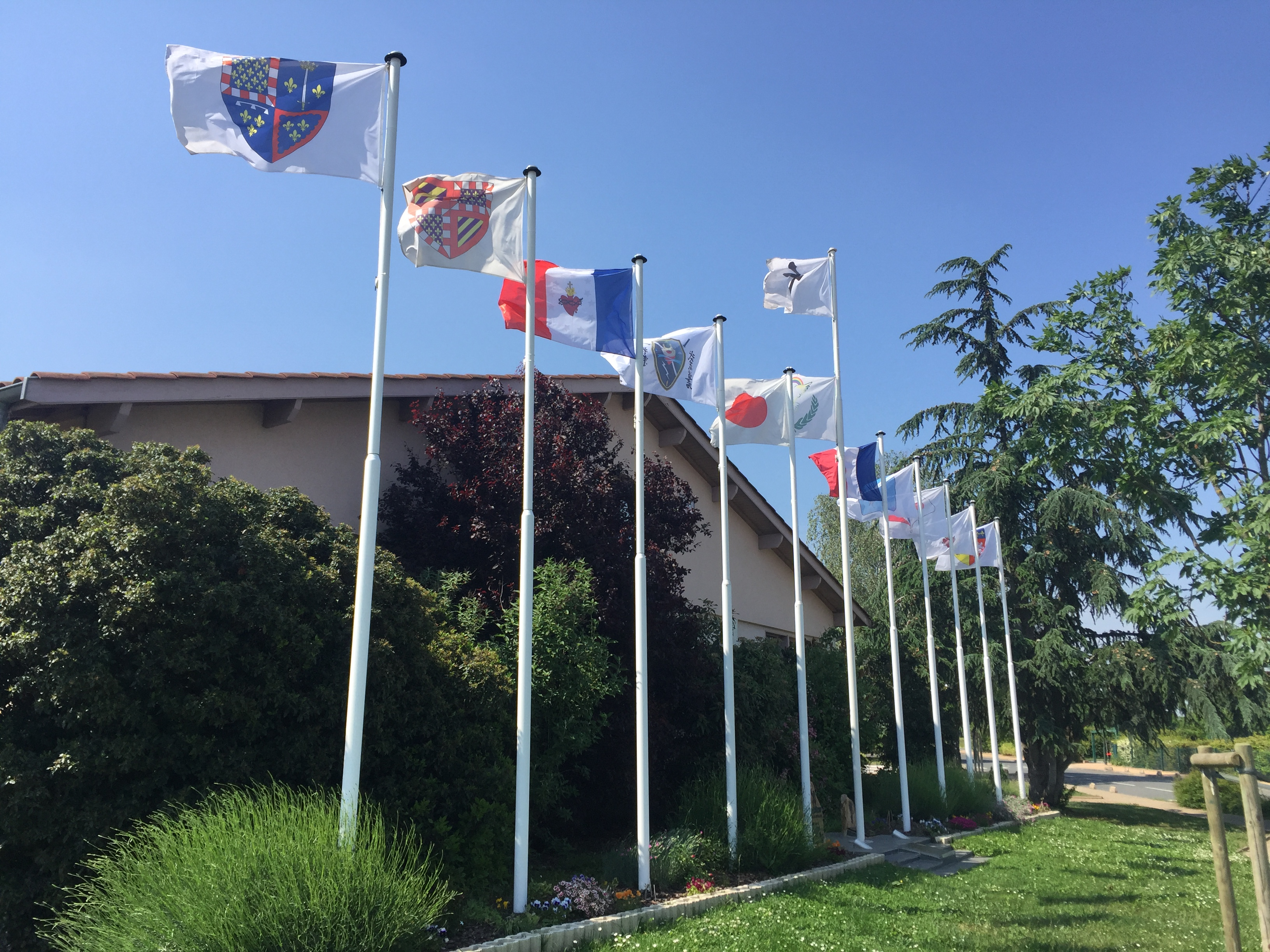
بنای یادبود «هیهو نیتن ایچی ریو» در [گلیزه  در فرانسه.
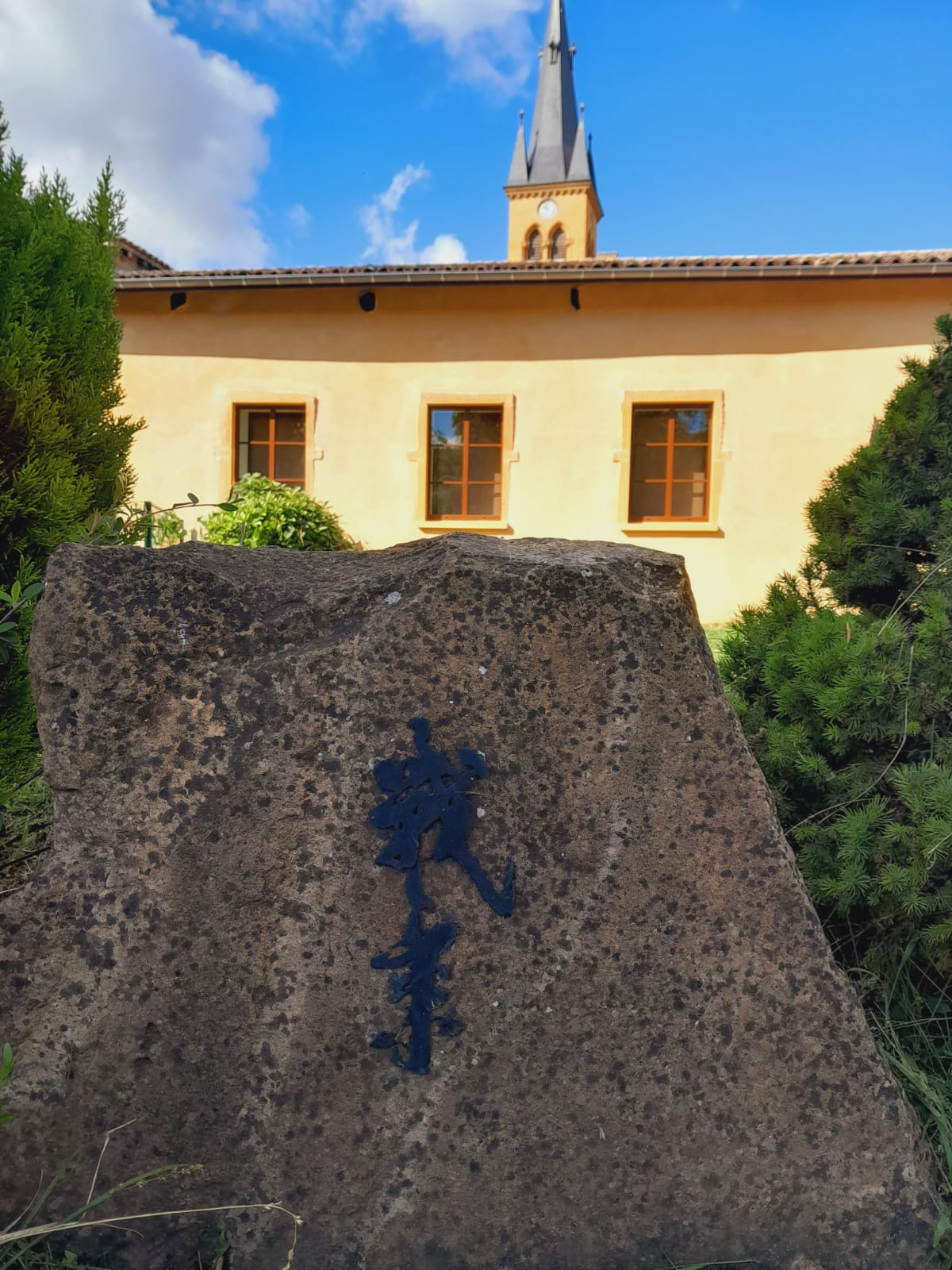
بنای یادبود «هیهو نیتن ایچی ریو» در جرنیوکس در فرانسه.

### در فرهنگ عامه
آثار داستانی بسیاری دربارهٔ یا با حضور موساشی ساخته شده است. داستان زندگی موساشی با افسانه‌ها و اسطوره‌های زیادی آمیخته شده، به طوری که جدا کردن واقعیت از داستان نسبتاً دشوار است. ایجی یوشیکاوا با نوشتن رمان میاموتو موساشی (در اصل یک سریال روزانه روزنامه ای در دهه ۱۹۳۰) تأثیر زیادی بر تصویرهای داستانی متوالی (از جمله مانگا واگاباند توسط تاکه‌هیکو اینواوئه) گذاشته است و اغلب متن رمان او با گزارشی واقعی از زندگی موساشی اشتباه می‌شود. در سال ۲۰۱۲، نویسنده شان مایکل ویلسون و هنرمند ژاپنی چی کوتسووادا (تصویرگر) تلاشی برای ایجاد یک مانگای تاریخی دقیق‌تر با عنوان کتاب پنج حلقه: یک رمان مصور بر اساس تحقیقات و ترجمه‌های ویلیام اسکات ویلسون منتشر کردند. در این رمان نشان داده می‌شود که برای موساشی، راه هنرهای رزمی تسلط بر ذهن بود نه صرفاً مهارت فنی - و این مسیر رسیدن به تسلط است که آموزه اصلی در کتاب پنج حلقه است.

## کتابشناسی
کتاب‌های نوشته شده به‌وسیلهٔ میاموتو موساشی:
1. آینه راه استراتژی (هیودوکیو)
2. ۳۵ دستورالعمل در استراتژی (هیوهو سانجو-گو کاجو)
3. ۴۲ دستورالعمل در استراتژی (هیوهو شیجونی کاجو)
4. طریقت تنهایی (دوکودو)
5. کتاب پنج حلقه (گو رین نو شو):این کتاب شامل پنج جلد (فصل) است که به نام پنج عنصر اصلی نامگذاری شده است:

- فصل خاک:اصول برنده شدن چیست؟
- فصل آب':چگونه جسم و ذهنی داشته باشیم که پیروزی را تضمین کند.
- فصل آتش:راز برد و باخت در یک بازی
- فصل باد:یادگیری روش‌های تدریس عملی از موساشی
- فصل خلأ:فلسفه تهی‌بودن به مردم زندگی می‌بخشد.[۵۷]

این نظریه وجود دارد که عنوان کتاب پنج حلقه از «استوپا» (پنج حلقه بودیسم) گرفته شده است در آیین بودا استوپا نیز دارای اجزای خاک، آب، آتش، باد و آسمان است. این کتاب یک راهنمای جهانی برای زندگی است که در بین مردم کشورهای غربی نیز محبوب است. اگرچه این کتاب اساساً دربارهٔ جزئیات بینش موساشی در مورد هنرهای رزمی است، اما ارزش واقعی آن بسیار گسترده‌تر و عمیق‌تر است. فراتر از لایهٔ سطحی، در این کتاب یک فلسفه زندگی (که موساشی آن را «راه» می‌نامد) وجود دارد که می‌توان از آن بینش‌هایی به دست آورد که در مورد همه جنبه‌های وجود انسان صدق می‌کند. این کتاب به عنوان، راهنمای زندگی و کسب و کارشهرت دارد، اما درک مطالب آن دشوار است.

## خط زمانی
جدول زمانی زیر زندگینامه موساشی به ترتیب زمانی:
| تاریخ     | سن    | وقوع |
| --------- | ----- | --- |
| ۱۵۸۴      | ۰     | میاموتو موساشی متولد شد. |
| ۱۵۹۱      | ۶–۷   | موساشی توسط عمویش به عنوان یک بودایی پرورش پیدا می‌کند. |
| ۱۵۹۶      | ۱۱–۱۲ | دوئل موساشی با آریما کیهی در هیرافوکو، استان هیوگو. اولین پیروزی موساشی |
| ۱۵۹۹      | ۱۴–۱۵ | دوئل با مردی به نام تاداشیما آکییاما در قسمت شمالی استان هیوگو. |
| ۱۶۰۰      | ۱۶    | ادعا شده است که در نبرد سکیگاهارا (۲۱ اکتبر) به عنوان بخشی از ارتش غربی جنگیده است. اما پژوهش‌های اخیر حاکی از آن است که او به همراه پدرش در ارتش شرق بوده است. اینکه آیا او واقعاً در نبرد شرکت کرده است یا خیر، در حال حاضر مورد تردید است.                                       |
| ۱۶۰۴      | ۱۹–۲۰ | موساشی سه مسابقه با خاندان یوشیئوکا در کیوتو دارد. (۱) مسابقه با یوشیئوکا سیجورو در ولایت یاماشیرو، خارج از شهر در رندای مور (غرب کوه فونائوکا، کیتا، کیوتو). (۲) مسابقه با یوشیئوکا دنشیچیرو در خارج از شهر. (۳) مسابقه با یوشیئوکا ماتاشیچیرو در خارج از شهر در معبد ایچیجو-جی. |
|           |       | از کوفوکو-جی، نارا (شهر) بازدید می‌کند و در نهایت با اوکوزوین دوئی، راهب بودایی که به سبک هوزواین-ریو آموزش دیده، دوئل می‌کند. |
| ۱۶۰۵–۱۶۱۲ | ۲۰–۲۸ | دوباره شروع به سفر می‌کند. |
| ۱۶۰۷      | ۲۲–۲۳ | شینمن مونیسای (پدر موساشی) آموزه‌های خود را به موساشی منتقل می‌کند. |
|           |       | دوئل با شخصی به نام شیشیدو، متخصص در به کار بردن سلاحی به نام کوساریگاما در قسمت غربی استان میه. |
| ۱۶۰۸      | ۲۳–۲۴ | دوئل با موسو گوننوسوکه، در ادو. |
| ۱۶۱۰      | ۲۵–۲۶ | در ادو با هایاشی اوسدو و تسوجیکازه تنما مبارزه می‌کند. |
| ۱۶۱۱      | ۲۶–۲۷ | شروع به تمرین ذاذن و مدیتیشن می‌کند. |
| ۱۶۱۲      | ۲۸    | دوئل با شمشیرباز مشهور ساساکی کوجیرو در ۱۳ آوریل در گانریو-جیما در سواحل شیمونوسکی، یاماگوچی در جنوب ژاپن برگزار می‌شود که در آن کوجیرو شکست می‌خورد. |
|           |       | یک مدرسه شمشیربازی افتتاح می‌کند. |
| ۱۶۱۴–۱۶۱۵ | ۳۰–۳۱ | اعتقاد بر این است که به نیروهای توکوگاوا ایه‌یاسو در محاصره اوساکا، تحت فرمان میزونو کاتسوناری (۸ نوامبر ۱۶۱۴ – ۱۵ ژوئن ۱۶۱۵) در قلعه اوساکا پیوسته است، اما هیچ مشارکت قابل توجهی مستند نشده است.                                                                                 |
| ۱۶۱۵–۱۶۲۱ | ۳۰–۳۷ | به عنوان ناظر ساخت و ساز یا سرکارگر در ولایت هاریما در خدمت اوگاساوارا تادازانه قرار می‌گیرد. |
| ۱۶۲۱      | ۳۶–۳۷ | دوئل با میاکه گونبی در تاتسونو، هیوگو |
| ۱۶۲۲      | ۳۷–۳۸ | یک محل اقامت موقت در شهر قلعه هیمه‌جی، هیوگو ایجاد می‌کند. |
| ۱۶۲۳      | ۳۸–۳۹ | به ادو سفر می‌کند. |
|           |       | پسری به نام میاموتو ایوری را به فرزندخواندگی می‌پذیرد. |
| ۱۶۲۶      | ۴۱–۴۲ | نخستین پسر خوانده اش میاموتو میکینوسوکه مرتکب هاراکیری به دلیل پیروی به سنت جونشی (ایثار خود برای ارباب) می‌شود. |
| ۱۶۲۷      | ۴۲–۴۳ | دوباره سفر می‌کند. |
| ۱۶۲۸      | ۴۳–۴۴ | با یاگیو توشیتوشی در ناگویا، ولایت اُواری ملاقات می‌کند. |
| ۱۶۳۰      | ۴۵–۴۶ | وارد خدمت به دایمیو هوسوکاوا تاداتوشی می‌شود. |
| ۱۶۳۳      | ۴۸–۴۹ | شروع به تمرین در انواع گوناگونی از هنرها می‌کند. |
| ۱۶۳۴      | ۴۹–۵۰ | مدت کوتاهی در کوکورا، استان فوکوئوکا با پسر ایوری به عنوان مهمان اوگاساوارا تادازانه ساکن می‌شود. |
| ۱۶۳۷–۱۶۳۸ | ۵۳–۵۴ | نقش مهمی در شورش شیمابارا (۱۷ دسامبر ۱۶۳۷ – ۱۵ آوریل ۱۶۳۸) ایفا می‌کند و تنها مدرک مستندی است که نشان می‌دهد موساشی در نبردی خدمت کرده است. او توسط سنگی که توسط یکی از دهقانان پرتاب شده بود از اسبش به زمین زده شد.                                                               |
| ۱۶۴۱      | ۵۶–۵۷ | هیوهو سانجو-گو (۳۵ دستور در استراتژی) را می‌نویسد. |
| ۱۶۴۲      | ۵۷–۵۸ | دچار حملات شدید از درد عصب می‌شود. |
| ۱۶۴۳      | ۵۸–۵۹ | به غار ریگاندو مهاجرت می‌کند که در آنجا به عنوان یک زاهد زندگی می‌کند. |
| ۱۶۴۵      | ۶۱    | پایان دادن به کتاب پنج حلقه و مرگ در خانه‌اش در قلمرو کوماموتو. |

### کتاب و مقاله‌ها
- 武田, 鏡村 (2008). 宮本武蔵と「五輪書」仕事に使える絶対不敗の法則 (به ژاپنی). PHP研究所.
- 蟹江, 征治 (1990). 日本全史: ジャパン∪クロニック = Japan Chronik (به ژاپنی). 講談社.
- Tokitsu, Kenji (2004). Miyamoto Musashi: His Life and Writings. Shambhala Publications, Inc. ISBN 978-1-59030-045-9.
- Turnbull, Stephen R. (1990). The Lone Samurai and the Martial Arts. London: Arms and Armour Press. ISBN 978-0-85368-967-6.
- Wilson, William Scott (2004). The Lone Samurai. Kodansha International. ISBN 978-4-7700-2942-3.
- De Lange, William (2010). The Real Musashi: The Bushu denraiki. Floating World Editions. ISBN 978-1-891640-56-8.
- De Lange, William (2011). The Real Musashi: The Bukoden. Floating World Editions. ISBN 978-1-891640-60-5.
- De Lange, William (2016). The Real Musashi: A Miscellany. Floating World Editions. ISBN 978-1-891640-86-5.
- De Lange, William (2014). Miyamoto Musashi: A Life in Arms. Floating World Editions. ISBN 978-1-891640-62-9.

### اسناد
- Iwami Toshio Harukatsu soke (11th successor to Miyamoto Musashi), "Musashi's teachings – philosophy first: translation in English" بایگانی‌شده  در ۲۰ ژوئیه ۲۰۱۱ توسط Wayback Machine, Dragon n°7, January 2005, ed. Mathis; French original text: L'enseignement de Musashi est d'abord une philosophie
- Iwami Toshio Harukatsu soke (11th successor to Miyamoto Musashi), "Musashi's principles" بایگانی‌شده  در ۲۰ ژوئیه ۲۰۱۱ توسط Wayback Machine, Dragon n°13, January 2006, ed. Mathis; French original text: Les principes de Musashi بایگانی‌شده  در ۲۰ ژوئیه ۲۰۱۱ توسط Wayback Machine